# Jakubowice Murowane

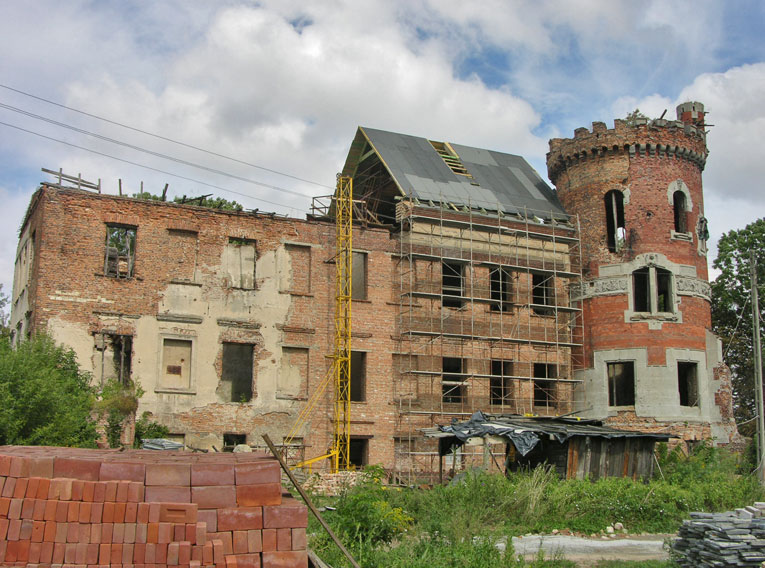
Remontowany pałac w Jakubowicach, który jednak znajduje się w granicach Lublina na Chruszczance

Jakubowice Murowane – wieś w Polsce położona w województwie lubelskim, w powiecie lubelskim, w gminie Wólka.
W latach 1975–1998 miejscowość administracyjnie należała do ówczesnego województwa lubelskiego.
1 stycznia 1989 część wsi o powierzchni 292,41 ha włączono do Lublina.
Wieś stanowi sołectwo gminy Wólka. Według Narodowego Spisu Powszechnego Ludności i Mieszkań z roku 2011 wieś miała 254 mieszkańców.
Od 30 grudnia 1999 Jakubowice Murowane są siedzibą władz gminy Wólka (siedziba została przeniesiona z Wólki). Jakubowice Murowane są najbliżej położoną siedzibą gminy wobec zarówno miasta powiatowego, jak i wojewódzkiego w województwie lubelskim (poza siedzibami znajdującymi się w tych miastach).
W Jakubowicach Murowanych znajduje się również kościół pod wezwaniem Trójcy Przenajświętszej parafii Wólka, który został wzniesiony w latach 1985–1993.
Jakubowice Murowane są niewielką miejscowością, położoną w pobliżu rzeki Bystrzyca.
Jest to miejscowość granicząca z Lublinem, dlatego dojazd jest bardzo dobry. Można się tu dostać zarówno autobusami komunikacji miejskiej podległej Zarządowi Transportu Miejskiego w Lublinie (linia nr 2 i nr 22), jak i innymi autobusami jeżdżącymi w kierunku Łęcznej.